# سبارتانبرغ
سبارتانبرغ (بالإنجليزية: Spartanburg)‏ هي أكبر مدينة في مقاطعة سبارتانبرغ، كارولاينا الجنوبية، الولايات المتحدة الأمريكية. تعتبر رابع أكبر مدينة في ولاية كارولاينا الجنوبية من حيث عدد السكان، حيث بلغ عدد سكانها 37013 نسمة في عام 2010.

## التركيبة السكانية
حدّد مكتب تعداد الولايات المتحدة بيانات التركيبة السكانية لسبارتانبرغ في تعداد الولايات المتحدة. في ما يلي، التركيبة السكانية حسب تعدادي 2000 و2010.

### تعداد عام 2000
بلغ عدد سكان سبارتانبرغ 39,673 نسمة بحسب تعداد عام 2000، وبلغ عدد الأسر 15,989 أسرة وعدد العائلات 9,717 عائلة مقيمة في المدينة. في حين سجلت الكثافة السكانية 770.5 نسمة لكل كيلومتر مربع (1,995.6/ميل2). وبلغ عدد الوحدات السكنية 17,696 وحدة بمتوسط كثافة قدره 343.7 لكل كيلومتر مربع (890.2/ميل2).
وتوزع التركيب العرقي للمدينة بنسبة 47.15% من البيض و49.55% من الأمريكيين الأفارقة و0.18% من الأمريكيين الأصليين و1.33% من الأمريكيين ذوي الأصول الآسيوية و0.06% من سكان جزر المحيط الهادئ و0.76% من الأعراق الأخرى و0.96% من عرقين مختلطين أو أكثر و1.78% من الهسبانيون أو اللاتينيون من أي عرق.
بلغ عدد الأسر 15,989 أسرة كانت نسبة 33.5% منها لديها أطفال تحت سن الثامنة عشر تعيش معهم، وبلغت نسبة الأزواج القاطنين مع بعضهم البعض 34% من أصل المجموع الكلي للأسر، ونسبة 23% من الأسر كان لديها معيلات من الإناث دون وجود شريك، بينما كانت نسبة 3.7% من الأسر لديها معيلون من الذكور دون وجود شريكة وكانت نسبة 39.2% من غير العائلات. تألفت نسبة 34% من أصل جميع الأسر من عدة أفراد يعيشون في نفس المنزل ونسبة 13.2% كانت تتألف من شخص يعيش بمفرده يبلغ من العمر 65 عاماً أو أكثر. وبلغ متوسط حجم الأسرة المعيشية 2.33، أما متوسط حجم العائلات فبلغ 3.00.
بلغ العمر الوسطي للسكان 34.7 عاماً. وكانت نسبة 25.2% من القاطنين تحت سن الثامنة عشر، وكانت نسبة 8.6% بين الثامنة عشر والرابعة والعشرين عاماً، ونسبة 26.1% كانت واقعةً في الفئة العمرية ما بين الخامسة والعشرين والرابعة والأربعين عاماً، ونسبة 20.2% كانت ما بين الخامسة والأربعين والرابعة والستين، ونسبة 13.9% كانت ضمن فئة الخامسة والستين عاماً فما فوق. يوجد لكل 100 أنثى 81.0 ذكر، ويوجد لكل 100 أنثى في الثامنة عشر من عمرها فما فوق 75.2 ذكر.
بلغ متوسط دخل الأسرة في المدينة 28,735 دولارًا، أما متوسط دخل العائلة فبلغ 36,108 دولارًا. وكان متوسط دخل الذكور 30,587 دولارًا مقابل 23,256 دولارًا للإناث. وسجل دخل الفرد الخاص بالمدينة 18,136 دولارًا. وكانت نسبة 19.4% من العائلات ونسبة 23.3% من السكان تحت خط الفقر، وكان من هؤلاء نسبة 34.7% تحت سن الثامنة عشر ونسبة 15.4% في الخامسة والستين من العمر وما فوق.

### تعداد عام 2010
بلغ عدد سكان سبارتانبرغ 37,013 نسمة بحسب تعداد عام 2010، وبلغ عدد الأسر 15,184 أسرة وعدد العائلات 8,909 عائلة مقيمة في المدينة. في حين سجلت الكثافة السكانية 718.8 نسمة لكل كيلومتر مربع (1,861.7/ميل2). وبلغ عدد الوحدات السكنية 17,516 وحدة بمتوسط كثافة قدره 340.2 لكل كيلومتر مربع (881.1/ميل2).
وتوزع التركيب العرقي للمدينة بنسبة 45.60% من البيض و49.32% من الأمريكيين الأفارقة و0.22% من الأمريكيين الأصليين و1.80% من الأمريكيين ذوي الأصول الآسيوية و0.04% من سكان جزر المحيط الهادئ و1.26% من الأعراق الأخرى و1.77% من عرقين مختلطين أو أكثر و3.42% من الهسبانيون أو اللاتينيون من أي عرق.
بلغ عدد الأسر 15,184 أسرة كانت نسبة 30.8% منها لديها أطفال تحت سن الثامنة عشر تعيش معهم، وبلغت نسبة الأزواج القاطنين مع بعضهم البعض 30.2% من أصل المجموع الكلي للأسر، ونسبة 24.3% من الأسر كان لديها معيلات من الإناث دون وجود شريك، بينما كانت نسبة 4.2% من الأسر لديها معيلون من الذكور دون وجود شريكة وكانت نسبة 41.3% من غير العائلات. تألفت نسبة 35.9% من أصل جميع الأسر من عدة أفراد يعيشون في نفس المنزل ونسبة 13.3% كانت تتألف من شخص يعيش بمفرده يبلغ من العمر 65 عاماً أو أكثر. وبلغ متوسط حجم الأسرة المعيشية 2.27، أما متوسط حجم العائلات فبلغ 2.98.
بلغ العمر الوسطي للسكان 35.5 عاماً. وكانت نسبة 23.5% من القاطنين تحت سن الثامنة عشر، وكانت نسبة 13.9% بين الثامنة عشر والرابعة والعشرين عاماً، ونسبة 23.3% كانت واقعةً في الفئة العمرية ما بين الخامسة والعشرين والرابعة والأربعين عاماً، ونسبة 24.6% كانت ما بين الخامسة والأربعين والرابعة والستين، ونسبة 14.6% كانت ضمن فئة الخامسة والستين عاماً فما فوق. وتوزع التركيب الجنسي للسكان بنسبة 44.1% ذكور و55.9% إناث.

## المناخ
يظهر الجدول التالي التغييرات المناخية على مدار السنة لسبارتانبرغ:
| البيانات المناخية لـسبارتانبرغ | البيانات المناخية لـسبارتانبرغ | البيانات المناخية لـسبارتانبرغ | البيانات المناخية لـسبارتانبرغ | البيانات المناخية لـسبارتانبرغ | البيانات المناخية لـسبارتانبرغ | البيانات المناخية لـسبارتانبرغ | البيانات المناخية لـسبارتانبرغ | البيانات المناخية لـسبارتانبرغ | البيانات المناخية لـسبارتانبرغ | البيانات المناخية لـسبارتانبرغ | البيانات المناخية لـسبارتانبرغ | البيانات المناخية لـسبارتانبرغ | البيانات المناخية لـسبارتانبرغ |
| الشهر | يناير                          | فبراير                         | مارس                           | أبريل                          | مايو                           | يونيو                          | يوليو                          | أغسطس                          | سبتمبر                         | أكتوبر                         | نوفمبر                         | ديسمبر                         | المعدل السنوي                  |
| --- | ------------------------------ | ------------------------------ | ------------------------------ | ------------------------------ | ------------------------------ | ------------------------------ | ------------------------------ | ------------------------------ | ------------------------------ | ------------------------------ | ------------------------------ | ------------------------------ | ------------------------------ |
| الدرجة القصوى °ف (°م) | 79 (26)                        | 82 (28)                        | 90 (32)                        | 94 (34)                        | 96 (36)                        | 101 (38)                       | 106 (41)                       | 106 (41)                       | 98 (37)                        | 94 (34)                        | 84 (29)                        | 80 (27)                        | 106 (41)                       |
| متوسط درجة الحرارة الكبرى °ف (°م) | 54.6 (12.6)                    | 59.1 (15.1)                    | 67.1 (19.5)                    | 75.8 (24.3)                    | 82.1 (27.8)                    | 88.4 (31.3)                    | 91.3 (32.9)                    | 89.6 (32.0)                    | 84.0 (28.9)                    | 75.9 (24.4)                    | 65.5 (18.6)                    | 55.2 (12.9)                    | 74.0 (23.3)                    |
| متوسط درجة الحرارة الصغرى °ف (°م) | 30.0 (−1.1)                    | 32.4 (0.2)                     | 39.9 (4.4)                     | 47.6 (8.7)                     | 56.4 (13.6)                    | 64.4 (18.0)                    | 68.3 (20.2)                    | 67.4 (19.7)                    | 61.2 (16.2)                    | 49.0 (9.4)                     | 40.5 (4.7)                     | 33.4 (0.8)                     | 49.2 (9.6)                     |
| أدنى درجة حرارة °ف (°م) | −5 (−21)                       | 6 (−14)                        | 12 (−11)                       | 22 (−6)                        | 29 (−2)                        | 37 (3)                         | 51 (11)                        | 46 (8)                         | 35 (2)                         | 23 (−5)                        | 15 (−9)                        | 0 (−18)                        | −5 (−21)                       |
| الهطول إنش (مم) | 4.1 (100)                      | 4.4 (110)                      | 5.4 (140)                      | 3.9 (99)                       | 4.4 (110)                      | 4.8 (120)                      | 4.6 (120)                      | 4.0 (100)                      | 4.0 (100)                      | 4.0 (100)                      | 3.6 (91)                       | 4.1 (100)                      | 51.3 (1٬300)                   |
| متوسط تساقط الثلوج إنش (سم) | 1.1 (2.8)                      | 0.1 (0.25)                     | 0.1 (0.25)                     | 0 (0)                          | 0 (0)                          | 0 (0)                          | 0 (0)                          | 0 (0)                          | 0 (0)                          | 0 (0)                          | 0 (0)                          | 0.1 (0.25)                     | 1.4 (3.6)                      |
| متوسط الرطوبة النسبية (%) | 56.5                           | 65.0                           | 64.0                           | 64.0                           | 65.5                           | 69.0                           | 71.0                           | 73.5                           | 74.5                           | 72.5                           | 67.0                           | 66.0                           | 68.5                           |
| المصدر: http://www.climate-zone.com/climate/united-states/south-carolina/greenville-spartanburg/ http://www.weather.com/weather/wxclimatology/monthly/graph/USSC0325 |                                |                                |                                |                                |                                |                                |                                |                                |                                |                                |                                |                                |                                |

## أعلام
- ويليام والاس دونكان
- جون غاري إيفانز
- ديفيد بيرسون
- كريستين لورانس فيني
- جوزيف ت جونسون
- وليام ويستمورلاند
- ريكس وايت
- دايفيد دانييلز
- سيليا ويستون
- أرت فولر

## وصلات خارجية
- الموقع الرسمي للمدينة